# Gmina Stevns (1970–2006)
Gmina Stevns (duń. Stevns Kommune) była w latach 1970–2006 (włącznie) jedną z gmin w Danii w okręgu Storstrøms Amt. 
Siedzibą władz gminy było miasto Store Heddinge.
Gmina Stevns została utworzona 1 kwietnia 1970 na mocy reformy podziału administracyjnego Danii. Po kolejnej reformie w 2007 r. weszła w skład nowej gminy Stevns.

## Dane liczbowe
- Liczba ludności: (♀ 5774 + ♂ 5665) = 11 439
  - wiek 0-6: 7,4%
  - wiek 7-16: 13,2%
  - wiek 17-66: 64,8%
  - wiek 67+: 14,6%
- zagęszczenie ludności: 68,9 osób/km²
- bezrobocie: 4,9% osób w wieku 17-66 lat
- cudzoziemcy z UE, Skandynawii i USA: 122 na 10 000 osób
- cudzoziemcy z krajów Trzeciego Świata: 163 na 10 000 osób
- liczba szkół podstawowych: 3 (liczba klas: 59)